# Mark Cohen (fotograf)
Mark Cohen (n. 24 august 1943, Wilkes-Barre, Pennsylvania, SUA) este un  fotograf american, cunoscut pentru cele ma inovatoare fotografii de stradă close-up
Cele mai importante cărți de fotografie ale lui Cohen sunt Grim Street (2005), True Color (2007) și Mexic (2016). Munca lui a fost expusă pentru prima dată într-o expoziție de grup la Casa George Eastman în 1969, iar prima lui expoziție a avut loc  la Muzeul de Artă Modernă din New York, în 1973  I s-a acordat  Bursa Guggenheim în 1971 și în 1976, a primit și un grant numit National Endowment for the Arts  în 1975.

## Viața și activitatea
Cohen s-a născut și a trăit în Wilkes-Barre, Pennsylvania până în 2013. El a studiat la Universitatea de Stat Penn și la Facultatea Wilkes  între 1961 și 1965, mai târziu deschizându-și un studio foto comercial în 1966.
The majority of the photography for which Cohen is known is shot in the Scranton/Wilkes-Barre metropolitan area (also known as the Wyoming Valley), a historic industrialized region of northeastern Pennsylvania. Characteristically Cohen photographs people close-up, using a wide-angle lens and a flashgun, mostly in black and white, frequently cropping their heads from the frame, concentrating on small details. He has used 21 mm, 28 mm and 35 mm focal length, wide-angle, lenses and later on 50 mm. Cohen has described his method as 'intrusive'; "They're not easy pictures. But I guess that's why they're mine."
Discutând despre influențele sale din Thomas Southall, în 2004 el citează ".  .  .  atât de mulți fotografi care l-au urmat Cartier-Bresson, cum ar fi Frank, Koudelka, Winogrand, Friedlander." El recunoaște, de asemenea, și influența lui Diane Arbus. Deși recunoaște aceste influențe, el spune: "am știut despre arta fotografiei...Apoi am făcut asta în afara contextului oricărui alt fotograf."
În 2013, Cohen s-a mutat la Philadelphia, Pennsylvania.

## Publicații

### Cărți de Cohen
- Mark Cohen, Fotograf: O Monografie.  1980. 38 pp. OCLC 14157788.[15]
- Mark Cohen: 10 Octombrie – 13 decembrie 1981.  Washington, DC: Galeria de Artă Corcoran, 1981. 24 pp. OCLC 8793002.
- Imagini: Un Eseu Fotografic din Nord-estul Pennsylvania.  Avoca, AP: Dezvoltarea Economică a Consiliului din Nord-estul Pennsylvania, 1982. 58 pp. OCLC 40750751.
- Cinci Minute în Mexic: Fotografii.  Wilkes-Barre, PA: Sordoni Galerie de Artă, 1989. 71 pp. ISBN: 0-942945-00-X.
- Grim Stradă.  New York: centru de putere, 2005. ISBN: 1-57687-230-0.
- True Color.  New York: centru de putere, 2007. ISBN: 1-57687-372-2. Textul de Vince Aletti. Lucrați în culoare originar ca o comisie de la Casa George Eastman.
- Riviera Italiană. Roma: Punctum, 2008. ISBN: 978-8-895410-16-6. Ediție de 40 de exemplare. Făcute de-a lungul Riviera de Levante, în timpul șederii sale în Rapallo, Liguria.
- Mark Cohen: Dovezi Ciudate. Self-published / CreateSpace, 2012. ISBN: 978-1456563738. Catalogul expoziției Mark Cohen: Dovezi Ciudate la Muzeul de Artă din Philadelphia, ianuarie 2010-Martie 2011, întreținută de Peter Barbiere.
- Genunchii Întudecați Paris: Xavier Barral, 2013. ISBN: 978-2-365110-42-6. "Wilkes-Barre și în jurul Pennsylvania 1969-2012". "A publicat, cu ocazia expoziției Mark Cohen Genunchii Întunecați la [Le Bal] în Paris între 27 septembrie și 8 decembrie 2013 și la Nederlands Fotomuseum în Rotterdam între 8 noiembrie 2014 și 11 ianuarie 2015."
- Cadru: o Retrospectivă.  Austin: Universitatea din Texas, 2015. ISBN: 978-1-4773-0372-6. Cu o introducere de Jane Livingston.
- Mexic. Austin: Universitatea din Texas, 2016. ISBN: 978-1-4773-1171-4.

### Contribuții la publicații
- Contatti. Provini d ' Autore = Alegerea celei mai bune fotografii utilizând foaia de contacte. Vol. I. Editat de Giammaria De Gasperis. Roma: Postcart, 2012. ISBN: 978-88-86795-87-6.

### Cărți despre Cohen
- Minuni Văzute în Locuri Părăsite: Un eseu pe fotografii și procesul de fotografie de Mark Cohen de Hertha Lingis. Self-Published / CreateSpace, 2010. ISBN: 978-1442180536.

## Premii
- 1971: Guggenheim Fellowship, John Simon Guggenheim Memorial Foundation
- 1975: National Endowment for the Arts grant
- 1976: Guggenheim Fellowship, John Simon Guggenheim Memorial Foundation[necesită citare]

## Expoziții

### Expoziții Solo
- 1973: Fotografii de Mark Cohen, Muzeul de Artă Modernă, New York City. MoMA expoziție #1027.[16]
- 1975: Institutul de Artă din Chicago.[17]
- 2010/2011: Mark Cohen: Dovezi Ciudate, Muzeul de Artă din Philadelphia.[18]
- 2013: Mark Cohen: Riviera italiană, 2008, Maslow Colectare la Marywood Universitatea, Scranton, PA.[19]
- 2013: Inchis Genunchi (1969 - 2012), Le Bal, Paris.[20]
- 2014: Mark Cohen, Danziger Gallery, New York, NY.

### Importante expoziții de grup
- 1969: Viziune și Expresie, Casa George Eastman, Rochester, New York. Organizat de Nathan Lyons.[21][22]
- 1978: Oglinzi și Ferestre: Fotografie Americană Din anul 1960, Muzeul de Artă Modernă, New York City.

## Colecții
Colecțiile publice permanente ale lui Cohen au loc în:
- Institutul de artă din Chicago, Chicago
- Corcoran Gallery of Art, Washington, d. c.
- Fogg Art Museum, Cambridge, MA
- Casa George Eastman, Rochester, New York[23]
- Muzeul Metropolitan de Arta, New York City[24]
- Musee de la Photographie, Belgia
- Muzeul de Arte frumoase, Houston
- Muzeul de Artă Modernă, New York City
- Galeria națională de Victoria, Melbourne, Australia
- Polaroid de Colectare, Massachusetts Institute of Technology, Cambridge, MA
- Victoria and Albert Museum, Londra[25]
- Whitney Museum of American Art, New York: 4 printuri[26]